# Из дачных прогулок Кузьмы Пруткова и его друга
«Из да́чных прогу́лок Кузьмы́ Прутко́ва и его́ дру́га» — последний фельетон Фёдора Достоевского, опубликованный 10 октября 1878 года в номере 23—25 журнала «Гражданин» В. П. Мещерского. Подпись: Друг Кузьмы Пруткова.

## История создания
Сменивший Достоевского на посту главного редактора газеты «Гражданин» В. Ф. Пуцыкович (1843—1909), ранее при Достоевском — секретарь редакции, неоднократно жаловался писателю в своих письмах на нехватку интересных редакционных материалов, спрашивал редакторских советов и отзывов о «Гражданине» и просил помочь Достоевского своими статьями для газеты, что нередко раздражало писателя, не желавшего отвлекаться на публицистику во время работы над романом «Братья Карамазовы». В письме от 31 августа 1878 года Пуцыкович в очередной раз предложил Достоевскому «обновить журнал чем-нибудь своим, прислать какую-либо заметку, наставление».
Видимо, в ответ на настойчивые уговоры Пуцыковича Достоевский прервал работу над новым романом и написал фельетон «Из дачных прогулок Кузьмы Пруткова и его друга», ставший последним газетным фельетоном в журналистской биографии писателя. Текст фельетона сопровождала редакционная аннотация В. Ф. Пуцыковича: «Во время трёхмесячного перерыва мы в своё время, в июле месяце, получили за подписью „Друга Кузьмы Пруткова“ нижеследующий фельетон, настоящий смысл которого, признаться, для нас не совсем ясен; притом же мы несколько не верим рассказанному событию, тем более что и пруда на Елагином острову, по отзыву знатоков, не оказывается. Во всяком случае, мы не совсем понимаем, что сей сон значит, но, однако, помещаем его. Ред.»

## Сюжет
Фельетон носит подзаголовок «Тритон» и посвящён появлению некоего мифического существа в пруду Елагиного острова. Описание существа даётся с нарочито документальной точностью в стиле газетной хроники, при этом хроникёр, подвергая описываемое событие сомнению, с комичной серьёзностью пытается найти ещё более неправдоподобные объяснения случившемуся: тритон — это, может быть, Пьер Бобо (псевдоним литератора П. Д. Боборыкина), в этом месте скрытая аллюзия уводит к более раннему фельетону Достоевского «Бобок» (1873). По другим версиям рассказчика, тритон — это великий жид лорд Биконсфилд или редактор газеты «Биржевые ведомости» В. А. Полетика.
Далее хроникёр пародийно излагает точку зрения М. Е. Салтыкова-Щедрина, что всего вероятнее, тритон этот не может быть ни кем иным, как переодетым (раздетым донага) квартальным, при этом Достоевский сатирически обыгрывает многочисленные упоминания Щедриным квартального в различных своих произведениях: «История одного города», «Помпадуры и помпадурши», «Современная идиллия» и др. Позднее, в «Записной книжке» Ф. М. Достоевского, опубликованной посмертно, было найдено ещё одно весьма язвительное высказывание о том же самом предмете: «Тема сатир Щедрина — это спрятавшийся где-то квартальный, который его подслушивает и на него доносит: а г-ну Щедрину от этого жить нельзя». 
Помимо этого следует пародийно излагаемое мнение писателя Д. Л. Мордовцева о том, что тритона привезли во времена Анны Монс из Карлсруэ вместе с карликами и шутом Балакиревым. Сделано это было «единственно чтоб понравиться <Анне Монс, из-за>, которой Пётр, как известно г-ну Мордовцеву, совершил свою великую реформу». Здесь ирония Достоевского вызвана словами Мордовцева в его новом романе «Идеалисты и реалисты»: «Анна Монс — иноземка, дочь виноторговца — девушка, из любви к которой Пётр особенно усердно поворачивал старую Русь лицом к Западу и поворачивал так круто, что Россия доселе остаётся немножко кривошейкою».
На чудо явился посмотреть цвет русской науки: И. М. Сеченов, Д. И. Менделеев, А. Н. Бекетов, А. М. Бутлеров. Правда, они застали лишь круги на воде, да «умножавшийся скептицизм». Позже всех явился профессор Н. П. Вагнер, при этом присутствовавшие «городовые отвечали нашему зоологу немогузнаньем». Дамы, наиболее увлечённые диким видом голого чудовища, слышали его «нецензурные слова на чистейшем русском языке» и созерцали неведомое творение «с визгливым смехом, пряча за себя своих наиболее взросших дочерей», при этом «водяной… крикнул им вслед несколько весьма и весьма бесцеремонных выражений». После всего этого зрительницы «как трещотки, окружив профессора, сообщали ему лишь о телодвижениях, так что наш скромный учёный принуждён был наконец заткнуть себе пальцами уши».
Помимо этого в коротком фельетоне Достоевский успел полемически коснуться Берлинского конгресса 1878 года, тезиса об яблоке натуральном и нарисованном из трактата Н. Г. Чернышевского «Эстетические отношения искусства к действительности», покушения В. И. Засулич на петербургского градоначальника Ф. Ф. Трепова.

## Достоевский и Козьма Прутков
Современный исследователь Б. М. Гаспаров, размышляя об особенностях творческого метода Достоевского-пародиста, отмечает, что Козьма Прутков издавна притягивал воображение Достоевского своей парадоксальностью, но при этом, по мнению автора, образ самого Пруткова как-то не давался писателю, он лишь ограничивался ироническими упоминаниями Пруткова. Русская литература, таким образом, оказывалась тесным образом связанной с этим вымышленным персонажем, но при этом сам Достоевский не хотел находиться в стороне от этой связи: 

Из всех «писателей-читателей», пожалуй, наиболее внимателен и чуток к Козьме был Достоевский, очень точно определивший значимость его в литературной жизни: «…У нас есть Аскоченские, Чернокнижниковы… Даже сам великолепный Козьма Прутков в строгом смысле может тоже считаться представителем цельной и своеобразной партии…» В «Дневнике писателя» за 1876 год вспоминается басня «Кондуктор и тарантул» («верх совершенства в своем роде»). Знаменательно, что опыты Достоевского-пародиста заканчиваются фельетоном «Из дачных прогулок Козьмы Пруткова», в котором, правда, нет прутковских «мотивов», кроме подписи, но стиль совершенно прутковский.— Б. М. Гаспаров, «Мистификация — это Наука»